# Milfay
Milfay est une census-designated place du comté de Creek, dans l'État d'Oklahoma, aux États-Unis. En 2020, elle compte une population de 74 habitants.